# Film-Makers’ Cinematheque
Die Film-Makers’ Cinemateque war zwischen 1964 und 1970 eine regelmäßige Veranstaltung der Film-makers’ Cooperative in New York City. An wechselnden Orten, meist Programmkinos, wurden Experimentalfilme von US-amerikanischen und europäischen Avantgarde-Filmern gezeigt.
Die Cinematheque zeigte erstmals Filme von Jack Smith, Kenneth Anger, Jonas Mekas, Andy Warhol und vielen anderen Underground-Filmemachern, die woanders kein Forum für ihre Werke gehabt hätten. Sie ist für die Entwicklung der globalen Gegenkultur eine wegweisende Institution gewesen.